# アバングランド
AvantGrand（アバングランド）は、2009年にヤマハによって発表されたデジタルピアノのブランドである。製品種目はベビーグランドピアノ（N3、2016年にN3Xに刷新）、2つの「直立」グランドピアノ（N2およびN1）、アップライトピアノ（NU1、2017年にNU1Xに刷新）から構成される。
これらのデジタルピアノはアコースティックピアノのタッチを再現するために、アコースティックピアノと同様のアクションを搭載している。しかし、弦はなく、鍵盤とハンマーの動きをセンサーが読み取りデジタル音源を再生する。ヤマハはこれらの製品を「ハイブリッドピアノ」と呼んでいる。
AvantGrandピアノはヤマハCFIIIS（N3XおよびNU1XではCFXおよびベーゼンドルファーインペリアル、NU1ではCFX）コンサートグランドピアノの4箇所から取られた音サンプルを使用しており、従来のピアノの音と演奏の全ての要素を、鍵盤とペダルの触覚応答に至るまで模倣しようと試みている。AvantGrandピアノの発表を取り上げる中で、Slate誌編集者Chris Wilsonは、AvantGrandピアノは従来のピアノに比べてかなりの機能改善を示しており、音に関しては世界のピアニストの95%が従来のピアノと事実上区別できない、と書いた。